# 宝珠
宝珠，《红楼梦》人物，秦可卿的丫鬟。秦可卿死后，宝珠见秦氏身无所出，便愿为义女，誓任摔丧驾灵之任，贾珍喜之不尽，及时传下，此后人便称呼她“小姐”。后在铁槛寺陪伴秦可卿之灵，执意不肯回宁府。情节见第十三、十五回。